# 雙白斑尖胸沫蟬
雙白斑尖胸沫蟬（学名：Aphrophora kikuchii）为尖胸沫蟬科尖胸沫蟬屬下的一个种。